# Tyias Browning
Jiang Guangtai ur. jako Tyias Browning (ur. 27 maja 1994 w Liverpoolu) – chiński piłkarz angielski pochodzenia, reprezentant Chin, grający na pozycji obrońcy w Shanghai Port.